# رد آثار (جانور)

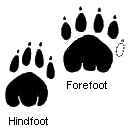
رد پینه پای گرگ تاسمانی منقرض‌شده

رد آثار (به انگلیسی: Spoor)، ردپا یا مجموعه‌ای از ردپاها و نشانه‌ها است که ممکن است پیش‌رفتن کسی یا چیزی را با آن دنبال کند. رد آثار ممکن است شامل رد پا، بو یا شاخ و برگ شکسته باشد. رد آثار برای کشف یا بررسی انواع جانوران در یک منطقه یا برای ردیابی جانوران سودمند است.